# ジュベール症候群
ジュベール症候群（ジュベールしょうこうぐん、英語: Joubert Syndrome）は、1969年にカナダのマリー・ジュベール（Marie Joubert）によって初めて報告された病気で、精神運動発達の遅れ、呼吸や眼球運動の異常、小脳虫部の欠損を引き起こす遺伝性の疾患である。

## 概要
ジュベール症候群は、有馬症候群の重症化したものと考えられている。
有馬症候群は、1971年に有馬正高により報告された。乳児期早期より重度の発達の遅れ、視覚障害、腎障害、眼瞼下垂を示し、また脳の奇形がみられることで小児期より腎透析などの治療を必要とする遺伝性疾患である。

## 原因
繊毛に関する36個の遺伝子異常が原因で発症すると考えられているが、その発症病態は未だ不明である。また有馬症候群ではCEP290遺伝子の特定の変異が主な原因であるが、その発症病態も同様に不明である。

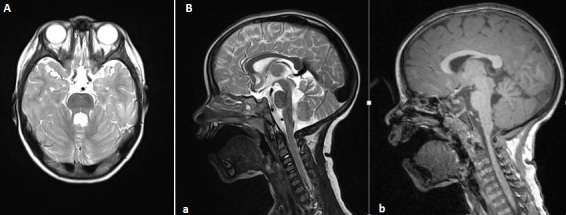
(A) 脳MRI（軸位断）：上小脳脚の拡大による Molar Tooth Sign (B) 脳MRI（矢状断）高位優位の小脳虫部低形成

## 症状
乳児期に筋緊張低下、呼吸障害がみられることが多く、早期より精神運動発達遅滞がみられる。頭部MRIでは、小脳虫部欠損と下部脳幹形成異常（Molar Tooth Sign [MTS]）を示す。また、網膜欠損・変性、腎嚢胞などがみられることがあり、特に腎障害に関しては未治療の場合、小児期までに死亡する可能性もある。また合併症状として肝障害、口腔内の異常や指の奇形、眼瞼下垂などが挙げられる。

## 治療法
現在のところ根本的な治療法はないとされているが、腎不全が進むと、腹膜透析、人工透析、腎移植などが行われる場合が多い。また運動や知的な発達が遅れるので、それに対してのリハビリテーションや、早期からの療育を行う。

## マリー・ジュベールについて
ジュベール症候群発見者のマリー・ジュベールはカナダのケベック州モントリオールの小児精神科医である。
1969年にモントリオール神経研究所およびマギル大学での勤務期間中にこの病気を発見した。